# Comtat de Lenzburg
El comtat de Lenzburg fou un important domini senyorial de la moderna Suïssa, a l'Aargau. Schloss Lenzburg és esmentat per primer cop com a seu d'un senyor amb títol de comte el 1036 (Ulric I). Eren advocats del capítol de Beromünster, on haurien succeït a predecessors desconeguts; també eren advocats de l'abadia de Säckingen i dominaven el Seetal i la rodalia de Baden amb el castell de Stein; les seves terres eren un conjunt de possessions disperses sense continuïtat territorial i només lligades per la dependència del comte. El país del Wiggertal, a l'oest dels dominis dels Lenzburg, pertanyia als comtes de Froburg.
En la querella de les investidures a finals del segle XI els Lenzburg es van declarar per l'emperador junt al bisbe de Basilea i a l'abat de Saint Gall. La caiguda de la casa de Rheinfelden (que tenia les possessions a l'enton de Berthoud a l'Alta Argòvia) va aprofitar al bisbe de Basilea i als Zahringen, però els Lenzburg, mercès al suport imperial, es van poder apoderar dels béns dels Nellenburg, partidaris del Papa, al Zürichgau.
A la meitat del segle XII els Lenzburg eren fidels vassalls dels Hohenstaufen dels quals foren el principal suport al nord dels Alps. Quan les dues branques dels Lenzburg (Baden i Lenzburg) es van extingir el 1172 i 1173 respectivament, l'emperador Frederic Barba-roja va anar en persona a Lenzburg per regular la successió: els Habsburg van rebre l'advocacia de Säckingen, els drets comtals i altres béns a l'Aargau; els comtes de Kyburg foren admesos a l'herència junt als Hohenstaufen i els Zahringen, però no se sap que van obtenir en el repartiment, si bé sembla probable que fos els alous d'Arnold de Lenzburg a la regió del llac de Walenstadt, del Gaster i a la rodalia de Baden; altres béns com l'advocacia de l'abadia de Schänis i del capítol de Beromünster i la senyoria de Lenzburg, haurien passat als Hohenstaufen (al fill de l'emperador, Otó. comte palatí) però a la mort d'aquest vers 1200 els comtes de Kyburg van reclamar els drets successoris dels Lenzburg i haurien expulsat als Hohenstaufen. La successió dels Lenzburg va deixar oberts diversos litigis doncs encara el 1254 Elisabet de Chalon reivindicava Lenzburg i diverses possessions a Suïssa oriental, que finalment va aconseguir pel seu marit Hartman V el Jove (comte de Kyburg + 1263). Després de rebre una part de l'herència de Lenzburg, a partir de vers 1180 els Kyburg van consolidar el seu poder fundant les viles de Diessenhofen i de Winterthur (abans un castell) i es van constituir una clientela de petits senyors la major part antics feudataris dels Lenzburg.